# 수질
수질(水質)은 물의 품질을 이르는 말로, 물의 물리적, 화학적, 생물학적 특성을 가리킨다. 사람의 필요나 목적에 충족하면서, 또 하나 이상의 생물종의 요구에 관련한 물의 상태를 가늠한다.

## 나라별 수질

### 대한민국

#### 상수원의 수질 기준
수질 기준을 따지는 지표는 여러 가지가 있다. 그 중 BOD는 1급의 경우 1mg/L 이하, 2급의 경우 3mg/L 이하, 3급의 경우 5mg/L 이하이어야 각각의 수질 기준을 만족한다. 그 외에 pH, SS, DO, 대장균 군수를 지표로 사용한다.

#### 먹는 물 수질 기준
상수도에서 정화된 먹는 물은 일반세균이 1mL 중 100CFU 이하, 총대장균군 100mL 중 불검출, 페놀 0.005mg/L 이하, 암모니아성 질소(NH3-N)는 0.5mg/L 이하, 트리할로메탄 0.1mg/L 이하, 경도 300mg/L 이하, 색도 5도 이하, 탁도 1NTU 이하 등 수많은 기준을 만족해야 한다. 먹는물 수질 기준은 먹는물 수질기준 및 검사 등에 관한 규칙 2조 별표 1[시행 2019. 12. 20.] [환경부령 제833호, 2019. 12. 20., 타법개정]에서 정하고 있다.
- 일반세균이 1mL 중 100CFU 이하
- 총대장균군 100mL 중 불검출
- 비소 0.01mg/L 이하
- 페놀 0.005mg/L 이하
- 불소 1.5mg/L 이하
- 수은 0.001mg/L 이하
- 암모니아성 질소(NH3-N) 0.5mg/L 이하
- 트리할로메탄 0.1mg/L 이하
- 수소 이온 농도(pH) 5.8에서 8.5 사이
- 염소 이온(Cl-) 농도 250mg/L 이하
- 경도 300mg/L 이하
- 색도 5도 이하, 탁도 1NTU 이하(수돗물의 경우 0.5 NTU 이하)
- 증발잔류물 500mg/L 이하
- 그 외 수많은 기준이 있음.

광역 또는 지방상수도의 정수장에서는 매일 냄새, 맛, 색도, 탁도, 수소이온농도, 잔류염소의 6가지 항목에 대해 수질검사를 하게 되어있다. 광역, 지방상수도를 사용하는 수도꼭지에서는 매월 일반세균, 대장균군, 잔류염소에 대해 검사해야 한다.

#### 현황
2016년 국토교통부가 작성한 수자원장기종합계획 4-3차 보고서에 따르면 환경기초시설이 지속적으로 확충되며 수질이 개선되고 있으나 최근 수질개선 정도는 과거에 비해 둔화되었다. 114개 중권역 중 BOD 3mg/L 이하 달성 비율은 2015년 83.3%이다. 총 인(T-P)은 개선되고 있으나 대부분 지역에서 OECD 부영양화 기준인 T-P 0.035mg/L를 초과하고 있다. 클로로필-a 지표는 개선 추세이나 영산강 하류 구간은 악화되었다. 국무총리실 4대강 조사평가위원회에서 2014년 12월 발표한 바에 따르면 한강, 낙동강, 금강은 대체로 BOD, 식물성 플랑크톤이 감소하였다. 그러나 낙동강 상류 지역 4개 보 구간은 BOD가 증가했고, 영산강은 식물성 플랑크톤이 증가했다. 4대강 사업으로 인해 환경기초시설이 늘어나면서 하수 인 제거가 수질 개선에 큰 기여를 했으나, 보와 준설로 인해 물의 체류시간이 길어져서 수질 악화도 함께 일어났다.

## 호수의 수질
호수는 수심이 얕을수록 조류 번식이 많이 일어날 확률이 높다. 얕은 호수는 직사광선이 쉽게 통과해 조류들의 광합성을 도와, 조류 번식이 더 활발해진다. 깊은 호수에서는 봄 가을에 물이 수직운동을 하여 침전물이 수중으로 떠오를 수 있기 때문에 수질이 나빠질 수 있다. 호수가 작으면 큰 호수에 비해 자정작용이 덜 이루어진다. 하천수에 비해 부영양화가 일어나기 쉽다. 부영양화는 정체성 수역의 상층부에서 일어나기 쉽다. 여름과 겨울에 수심에 따라 수온차이가 크기 때문에 층이 생기는 성층현상(정체현상)이 일어난다. 이렇게 되면 상, 하부의 물 이동이 없기 때문에 비교적 깨끗한 물을 취수할 수 있다. 여름철에는 수심의 중간쯤에서 취수하면 상대적으로 양질의 물을 얻을 수 있다.

## 같이 보기
- 수질 오염
- 정수

## 참고 문헌
- 노재식; 한웅규; 정용욱 (2016). 《토목기사 대비 상하수도 공학》. 한솔아카데미. ISBN 9791156562344.